# حارة فقم (البريقة)
حارة فقم هي إحدى حارات حي فقم الواقع بمديرية البريقة التابعة لمحافظة عدن، بلغ تعداد سكانها 2389 نسمة حسب تعداد اليمن لعام 2004.